# Gilbert Lazard

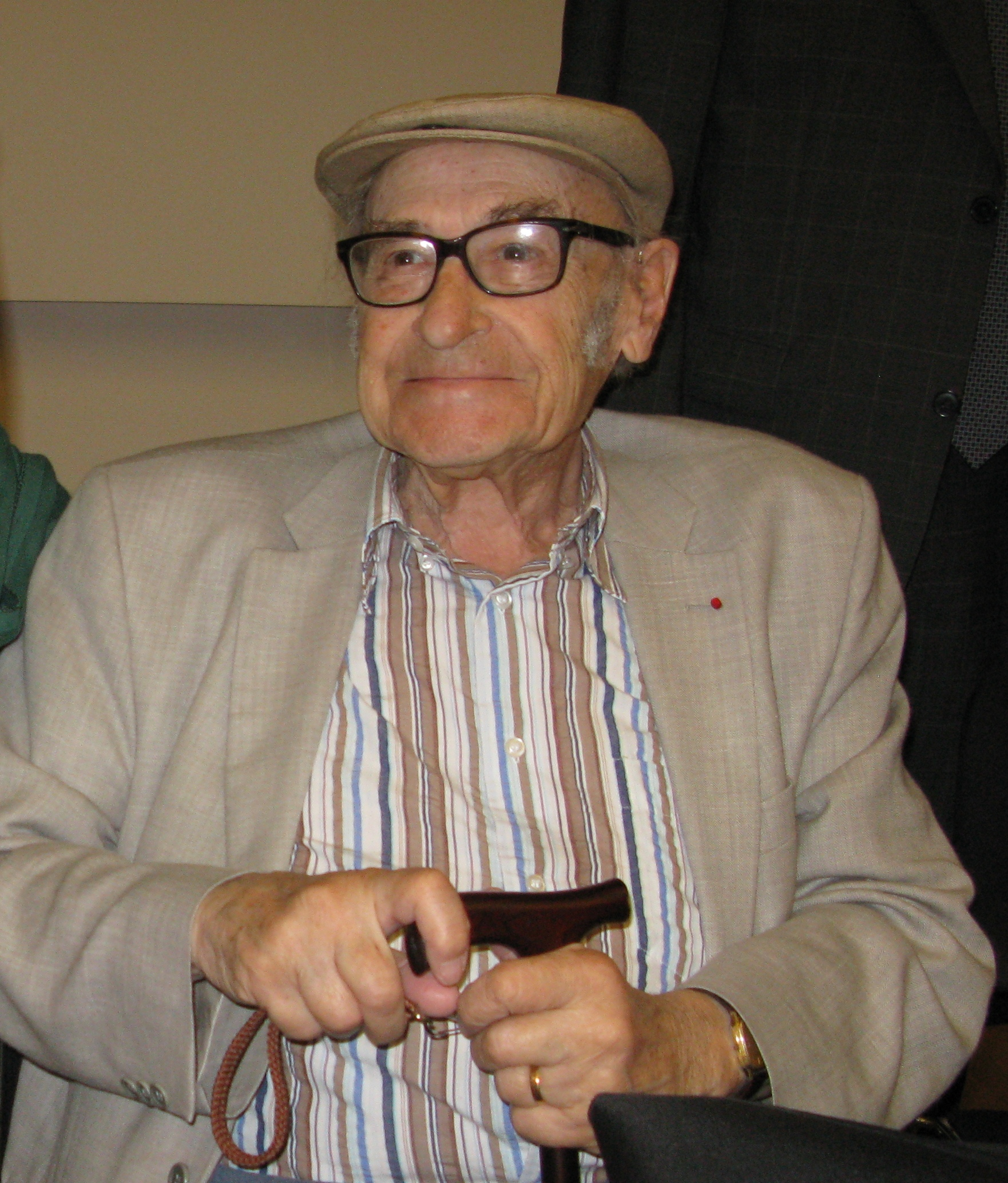
Gilbert Lazard (2013)

Gilbert Léon Jean Lazard (* 4. Februar 1920 in Paris; † 6. September 2018 ebenda) war ein französischer Linguist und Iranist. Seine Arbeiten umfassen das Studium verschiedener persischer Poesie, Übersetzungen zur linguistischen Typologie, insbesondere zum morphosyntaktischen Alignment. Er beherrschte auch die tahitianische Sprache.

## Leben und Wirken
Gilbert Lazard studierte an der École normale supérieure, absolvierte 1946 (Grammatikaggregation) und 1948 (Persischsprachendiplom der Nationalen Schule für moderne orientalische Sprachen, heute Nationales Institut für orientalische Sprachen und Kulturen – INALCO). Von 1958 bis 1966 wurde er Professor für Persisch bei INALCO.
Von 1951 bis 1969 leitete er iranische Kulturkurse an der Sorbonne, wo er 1960 Dozent und 1966 Professor für iranische Sprache und Kultur wurde. Von 1969 bis 1981 lehrte er an der Universität von Paris III: Sorbonne Nouvelle, wo er von 1969 bis 1974 Direktor der Abteilung Orientalismus und von 1972 bis 1987 Direktor des Instituts für Iranische Studien (Institute of Iranian Studies) war.
Von 1972 bis 1990 war er an der École pratique des hautes études als Studiendirektor für Linguistik und iranische Philologie tätig.
Von 1972 bis 1983 leitete er das Forschungsteam zu iranischer Sprache, Literatur und Kultur, das mit dem Nationalen Zentrum für wissenschaftliche Forschung (CNRS) und der Universität Paris III: Neue Sorbonne verbunden ist. Von 1984 bis 1993 war er für die CNRS-Forschungsgruppe „Interlinguistische Forschung über die Variationen von Actance und ihre Korrelate“ (Interlinguistic für Actancy-Variationen und ihre Korrelate) verantwortlich.
Am 14. November 1980 wurde er zu einem ordentlichen Mitglied der Akademie für Inschriften und Belletristik gewählt.
Er wurde Mitglied in zahlreichen gelehrten Gesellschaften, darunter der Association for the Advancement of Iranian Studies, der Society of Linguistics in Paris, der Asian Society und der Association for Linguistic Typology. Seit 1980 war er Mitglied der Académie des Inscriptions et Belles-Lettres. Lazard war Mitglied der Ehrenlegion (Offizier), Träger des Ordre national du Mérite, des Ordre des Palmes Académiques und des Ordre des Arts et des Lettres.